# Astachow-Gletscher
Der Astachow-Gletscher ist ein Gletscher im Norden des ostantarktischen Viktorialands. Er liegt unmittelbar südlich des Tschugunow-Gletschers in der Explorers Range der Bowers Mountains und fließt nordöstlich des Mount Hager zur Ob’ Bay, die er unmittelbar westlich des Gebirgskamms Platypus Ridge erreicht.
Der United States Geological Survey kartierte ihn anhand eigener Vermessungen und mithilfe von Luftaufnahmen der United States Navy zwischen 1960 und 1965. Das Advisory Committee on Antarctic Names benannte ihn nach Pjotr Astachow, sowjetischer Austauschwissenschaftler auf der Amundsen-Scott-Südpolstation im Jahr 1967.